# Кариба Хајн
Кариба Хајн (енгл. Cariba Heine) је аустралијска глумица, рођена 1. октобра 1988. у Јужноафричкој Републици. Најпознатија је по улози Рики Чедвик у тинејџерској и дечјој телевизијској серији H2O: Само додај воду.

## Каријера
Рођена је у ЈАР, али се 1991. године преселила у Аустралију. Већ са три године, почела је да се бави плесом, у плесном студију своје мајке. Кариба је најмлађа особа која је икада плесала у познатој опери Stargazes Convention у Сиднеју, Аустралија. Током 2004. године, са плесном трупом је ишла на турнеју, укључујући и многобројне успешне наступе по САД. Појавила се и у неколико музичких спотова.
Аустралијска јавност ју је упознала 2005. године, када је учествовала у емисији Плесом до снова. Ипак, најпознатија је постала улогом Рики Чедвик у телевизијској серији H2O: Само додај воду. Заједно са Клер Холт и Фиби Тонкин, Кариба је постала једна од најпознатијих младих глумица у Аустралији, а њена улога је постала најомиљенија.
2007. године, имала је гостујућу улогу у популарној ТВ серији Глупи глупи човек, 2008. ће се појавити у трећој сезони популарне серије Blue Water High. 2009. године, снимаће трећу сезону серије H2O: Само додај воду.